# تونی خیمنز
تونی خیمنز (اسپانیایی: Toni Jiménez‎؛ زادهٔ ۱۲ اکتبر ۱۹۷۰) بازیکن سابق فوتبال اهل اسپانیا است.
از باشگاه‌هایی که در آن بازی کرده‌است می‌توان به باشگاه فوتبال بارسلونا، باشگاه فوتبال الچه، باشگاه فوتبال اسپانیول، باشگاه فوتبال رایو وایکانو، باشگاه فوتبال بارسلونا سی، باشگاه فوتبال اتلتیکو مادرید و باشگاه فوتبال اسپانیول اشاره کرد.